# Allan Arkush
Allan Arkush est un réalisateur, producteur, acteur, scénariste et monteur américain né le 30 avril 1948 à Jersey City, New Jersey (États-Unis).

## Filmographie

### comme réalisateur
- 1970 : Septuagenarian Substitute Ball
- 1976 : Hollywood Boulevard
- 1978 : Les Gladiateurs de l'an 3000 (Deathsport)
- 1979 : Le Lycée des cancres (Rock'n'roll High School)
- 1981 : Heartbeeps
- 1983 : Get Crazy
- 1987 : The Bronx Zoo (en) (pilote série télévisée)
- 1988 : Caddyshack II
- 1990 : Capital News (pilote série télévisée)
- 1990 : Portrait craché d'une famille modèle (Parenthood) (série télévisée)
- 1992 : Enquête privée (pilote série télévisée)
- 1993 : Coup de foudre à Miami (Moon Over Miami) (série télévisée)
- 1994 : Shake, Rattle and Rock! (TV)
- 1994 : XXX's & OOO's (TV)
- 1995 : Young at Heart (TV)
- 1995 : Central Park West (série télévisée)
- 1996 : Desert Breeze (TV)
- 1997 : Elvis Meets Nixon (en) (TV)
- 1998 : The Temptations (TV)
- 1999 : Snoops (en) (série télévisée)
- 1999 : Ally McBeal (série télévisée)
- 2000 : Bull (série télévisée)
- 2000 : Tucker (série télévisée)
- 2001 : Prince charmant (Prince Charming) (TV)
- 2012 : Trois oncles et une fée (Christmas with Holly) (TV)

### comme Producteur
- 1976 : Cannonball! : Panama
- 1993 : Coup de foudre à Miami (Moon Over Miami) (série télévisée)
- 1999 : Snoops (en) (série télévisée)
- 2000 : Tucker (série télévisée)
- 2006 : Heroes (série télévisée)

### comme Acteur
- 1976 : Hollywood Boulevard : Sheriff with Rifle

### comme Monteur
- 1976 : Hollywood Boulevard